# Якуб Потоцький (галицький підкоморій)
Якуб Потоцький (або Яків Потоцький) гербу Пилява (бл. 1481 / 1484 — 1551 / 1555[джерело?]) — польський шляхтич, військовик, урядник. Засновник руських гілок династії Потоцьких.
За легендою, мав прізвисько «Каня».

## Родовід
|  |                    |  |  |  |  |  |  |  |  |  |  |  |  |  |  |  |
|  | Матей Потоцький    |  |  |  |  |  |  |  |  |  |  |  |  |  |  |  |
|  |                    |  |  |  |  |  |  |  |  |  |  |  |  |  |  |  |
|  |                    |  |  |  |  |  |  |  |  |  |  |  |  |  |  |  |
|  | Яков Потоцький     |  |  |  |  |  |  |  |  |  |  |  |  |  |  |  |
|  |                    |  |  |  |  |  |  |  |  |  |  |  |  |  |  |  |
|  |                    |  |  |  |  |  |  |  |  |  |  |  |  |  |  |  |
|  | Єлизавета Псарська |  |  |  |  |  |  |  |  |  |  |  |  |  |  |  |
|  |                    |  |  |  |  |  |  |  |  |  |  |  |  |  |  |  |
|  |                    |  |  |  |  |  |  |  |  |  |  |  |  |  |  |  |

## Біографія
Народився в селищі Поток біля Єнджеюва у Краківській землі в сім'ї Матвія (Мацея) Потоцького (хорунжого краківського) і НН. Псарської (наймолодший син). За іншою версією, походив з незаможної родини, гніздом котрої був Поток у Ксєнському повіті Краківського воєводства. На межі XV—XVI ст. в частині даного села «Дольний Поток» (друга частина належала єнджеювським цистарціанам) мали свої частки багато Потоцьких, що змушені були вживати прізвиськ (Cornus, Gawin, Grad, Pantir), оскільки імені було недостатньо для ідентифікації.
Якуба Потоцького часом називали Майковичем або Мацьковичем, тобто сином Мацея. У краківських актах цього Мацея не згадують, не був він краківським хорунжим, як про це говорили давніші автори генеалогії Потоцьких. Сумнівно, що цей Мацей набув від князя Михайла Глинського 1505 року село Притулянку на Підляшші. Також варта відкинути версію Оттона Форста, який стверджував, що його батьком був Якуб «de Malusche» (немає жодних підтверджень у джерелах; цей Якуб з Малуші — це одружений з Анною з Потоку в Лелювськім повіті Якуб Малуський гербу Ястребець). Якуб Потоцький мав рідного брата Яна, його стриєчним братом був Ян «Град» — дідич найповажнішої частки поділу Потоку. Точно невідомо, коли Якуб Потоцький перенісся до Галицької землі.
У 1527 році: власник частини родинного Потока, отриманих як посаг дружини Пукова, Соколова; у Кракові відступив належну дружині Катажині та її сестрам Анні, Ядвізі Ємєльніцким частину села Ємєльниця (нині — Імельниця, пол. Imielnica) їхньому співвласнику Ігнацієві Ясенському з Льсьціна. Отже, тесть Миколай Ємєльніцкий походив з Краківського воєводства, теща Ельжбета — донька Якуба з Пукова — презентувала осілу в Галичині родину. У 1530 році видержавив, у 1533 — продав за 300 злотих свою частку родинного Потоку стриєчному брату Янові «Ґрадові» Потоцькому. Також тоді склав зобов'язання відступити від імені рідного брата Яна (від 1542 року був галицьким чесником) стриєчному брату Янові «Ґрадові» його частку в родинному Потоці.
На Пйотркувському сеймі 6 лютого 1533 р. отримав від короля Сиґізмунда I село Уніж «in feudum» (ймовірно, був на сеймі як представник Руського воєводства). Як значна частина польської шляхти, подався шукати кращої долі до Руського воєводства, розбудовуючи польські поселення, головним завданням яких було зміцнення обороноздатности цих околиць тодішньої Польщі. Осів у Галицькій землі. Брав участь у битві під Обертином у складі корогви під командуванням Вавжинця Будзовського. 20 червня 1535 р. став галицьким підсудком. З 1536 р. — командир власної роти (ротмістр, 50 вершників). На реєстрі, складеному в Городку Ягайлонському в 1537 році, мав роту зі 120 вершників. 1 лютого 1538 р. брав участь у невдалій сутичці з військом Петру Рареша біля Серету, у серпні 1538 р. — у битві під Хотином.
З 25 квітня 1539 був ротмістром кавалерії (100 коней) Руського воєводства, від 1540 року як ротмістр подільської кавалерії записаний із ротою від 50 до 100 вершників: 12 червня 1540 — у Кам'янці-Подільському, 8 липня 1541 — Теребовлі, 23—26 квітня 1542 — Львові, 14 липня — Меджибожі. Останній раз — 16 липня 1543 з 50-кінною ротою в Меджибожі.
18 квітня 1543 р. призначений галицьким підкоморієм. Сейми 1544, 1545, 1547 років дали йому у володіння Соколів (разом із Загайполем), Костільники, на Поділлі — Бабчинці, Криків, Ков'ячів, Суходіл, Криве, Боднарі. 5 квітня 1547 р. отримав право на заснування міста Сидорова. Був державцем королівщин Яблунів, Тишківці, Вільховець у Галицькій землі. Під час сейму в Кракові 1547 року дав згоду нобілітованому тим сеймом Міхалу Ґрос(фф)іку з Фельштина гербу Пилява.
Помер у 1551 pjws. Правдоподібно, був похований у старому бучацькому фарному костелі, де йому була встановлена таблиця з епітафією (про це стверджував ще Шимон Старовольський;):

Siste parum, iter percurrens busta Viator perlege, sed maestus Sarmata luge precor Potocius recubat, gentis generosa propago Vandalitium lapidis monte tegente caput, quem Scytha, quem Valachus, quem Turca timebit iniquus. Hune brevis urna capit, pulvis et umbra tenet. Obiit Anno Domini 1551.

### Сім'я
Був одружений двічі. У першому шлюбі з Катажиною Ємельніцькою (походила з Галицької землі, внучка Якуба з Пукова) мав дітей:
- Миколай (1517/20 — 1572) — староста хмільницький, кам'янецький, посідач Соколова, Загайполя (Потоку),
- Луція — дружина Миколая Щуцького,
- Анна — дружина Миколая Корицінського,
- Ельжбета — дружина подільського хорунжого Яна Сметанки, червоногородського войського Якуба Каліновського,
- Катажина — дружина Миколая Венжика,
- Ян,
- Єнджей[12] (Анджей; пом. 1575) — кам'янецький хорунжий з 1570 р.,[13] похований у старому фарному костелі Бучача, був надгробок з епітафією[14]; дружина — Кристина з Влодеків.

Другою дружиною біля 1544 р. стала Друзяна з Язловецьких, донька сенатора Миколая Язловецького Монастирського, завдяки чому увійшов у вужче коло вищої польськох шляхти. У шлюбі народився:
- Станіслав (1544—1599)[4] — дідич Кутківців; дружина — Ґебултовська[джерело?].

О. Каспер Несецький ТІ подає: прізвище першої дружини — Козиміньська, синів — два: Миколай та Єнджей (Анджей). З Друзяною Язловецькою мав також двох доньок (не вказує їхніх імен).